# أبراج سامسونغ تاور بالاس
أبراج سامسونغ تاور بالاس Samsung Tower Palace هي سبعة أبراج تسمى بحروف أبجدية لاتينية من ايه إلى جي. 
وتقع في دوغوك دونغ، غانغنام غو، سيول، و كوريا الجنوبية.
تتراوح ارتفاعاتها من 42 طابق إلى 72 طابق، وبنيت بين عامي 2002 و2004، وتستخدم كلها كمجعات سكنية فاخرة.
البرج رقم جي يتكون من 73 طابق وارتفاعه 264 متراً، وكان أطول مبنى في  كوريا الجنوبية منذ عام 2004، وتجاوزه برج التجارة لشمال شرق آسيا (المعروف ببرج بوسكو في سونغدو).